# Viviendo Tour
El Viviendo Tour es una gira musical del cantante estadounidense Marc Anthony en la cual recorre América y Europa en 68 fechas. Inició el 9 de agosto de 2022 en la Ciudad de Panamá y concluyó el 16 de diciembre de 2023 en Asunción, Paraguay.

## Antecedentes y desarrollo
Al finalmente culminar su gira Pa'lla Voy Tour, la cual había sido reprogramada numerosas veces desde el año 2020 debido a la Pandemia de COVID-19. Anthony se embarcó en su siguiente gira, Viviendo Tour, en la cual vuelve a Latinoamérica después de no haberlo hecho en su anterior gira.

## Fechas
| Fecha (2022)     | Ciudad           | País                 | Recinto                     |
| Latinoamérica    | Latinoamérica    | Latinoamérica        | Latinoamérica               |
| ---------------- | ---------------- | -------------------- | --------------------------- |
| 9 de agosto      | Ciudad de Panamá | Panamá               | Estadio Rommel Fernández    |
| 12 de agosto     | Bogotá           | Colombia             | Coliseo Live                |
| 13 de agosto     | Medellín         | Colombia             | Estadio Atanasio Girardot   |
| 28 de agosto     | Buenos Aires     | Argentina            | Movistar Arena              |
| 29 de agosto     | Buenos Aires     | Argentina            | Movistar Arena              |
| 1 de septiembre  | Santiago         | Chile                | Movistar Arena              |
| 2 de septiembre  | Santiago         | Chile                | Movistar Arena              |
| 10 de septiembre | San José         | Costa Rica           | Estadio Nacional            |
| 22 de septiembre | Santo Domingo    | República Dominicana | Estadio Olímpico            |
| 30 de septiembre | Lima             | Perú                 | Estadio San Marcos          |
| 7 de octubre     | Quito            | Ecuador              | Estadio Atahualpa           |
| 9 de octubre     | Guayaquil        | Ecuador              | Estadio Modelo              |
| Norteamérica     |                  |                      |                             |
| 27 de octubre    | Las Vegas        | Estados Unidos       | Michelob Ultra Arena        |
| 28 de octubre    | Ontario          | Estados Unidos       | Toyota Arena                |
| 30 de octubre    | Los Ángeles      | Estados Unidos       | Kia Forum                   |
| 4 de noviembre   | Tampa            | Estados Unidos       | Amalie Arena                |
| 6 de noviembre   | Fort Myers       | Estados Unidos       | Hertz Arena                 |
| 10 de noviembre  | Toronto          | Canadá               | Scotiabank Arena            |
| 11 de noviembre  | Montreal         | Canadá               | Centre Bell                 |
| 13 de noviembre  | Brooklyn         | Estados Unidos       | Barclays Center             |
| 18 de noviembre  | Miami            | Estados Unidos       | FTX Arena                   |
| 19 de noviembre  | Miami            | Estados Unidos       | FTX Arena                   |
| 26 de noviembre  | San Juan         | Puerto Rico          | Coliseo José Miguel Agrelot |

| Fecha (2023)    | Ciudad              | País           | Recinto                   |
| Norteamérica    | Norteamérica        | Norteamérica   | Norteamérica              |
| --------------- | ------------------- | -------------- | ------------------------- |
| 9 de febrero    | Nueva York          | Estados Unidos | Madison Square Garden     |
| 11 de febrero   | Newark              | Estados Unidos | Prudential Center         |
| 17 de febrero   | Uncasville          | Estados Unidos | Mohegan Sun Arena         |
| 18 de febrero   | Atlantic City       | Estados Unidos | Jim Whelan Boardwalk Hall |
| 24 de febrero   | Chicago             | Estados Unidos | Allstate Arena            |
| 26 de febrero   | Indianápolis        | Estados Unidos | Gainbridge Fieldhouse     |
| 2 de marzo      | Sacramento          | Estados Unidos | Golden 1 Center           |
| 4 de marzo      | Glendale            | Estados Unidos | Desert Diamond Arena      |
| 10 de marzo     | San Francisco       | Estados Unidos | Chase Center              |
| 12 de marzo     | San Diego           | Estados Unidos | Pechanga Arena            |
| México          |                     |                |                           |
| 25 de octubre   | Veracruz            | México         | WTC                       |
| 27 de octubre   | Cancún              | México         | Estadio Beto Ávila        |
| 29 de octubre   | Querétaro           | México         | Estadio Olímpico Alameda  |
| 1 de noviembre  | Monterrey           | México         | Estadio Mobil Super       |
| 4 de noviembre  | Puebla              | México         | Auditorio GNP Seguros     |
| 8 de noviembre  | Guadalajara         | México         | Auditorio Telmex          |
| 10 de noviembre | Ciudad de México    | México         | Palacio de los Deportes   |
| 11 de noviembre | Ciudad de México    | México         | Palacio de los Deportes   |
| Norteamérica    |                     |                |                           |
| 17 de noviembre | Miami               | Estados Unidos | Kaseya Center             |
| 18 de noviembre | Miami               | Estados Unidos | Kaseya Center             |
| Latinoamérica   |                     |                |                           |
| 30 de noviembre | Ciudad de Guatemala | Guatemala      | Explanada Cayalá          |
| 2 de diciembre  | San Salvador        | El Salvador    | Estadio Cuscatlán         |
| 12 de diciembre | Lima                | Perú           | Estadio Nacional          |
| 14 de diciembre | Buenos Aires        | Argentina      | Estadio Vélez Sarsfield   |
| 16 de diciembre | Asunción            | Paraguay       | SND Arena                 |